# Eurylepis
Genre
Eurylepis est un genre de sauriens de la famille des Scincidae.

## Répartition
Les 2 espèces de ce genre se rencontrent en Asie du Sud, en Asie centrale et au Moyen-Orient.

## Liste des espèces
Selon The Reptile Database (26 avril 2014) :
- Eurylepis poonaensis (Sharma, 1970)
- Eurylepis taeniolata Blyth, 1854

## Publication originale
- Blyth, 1854 : Proceedings of the Society. Report of the Curator, Zoological Department. Journal of the Asiatic Society of Bengal, vol. 23, p. 729-740 (texte intégral).